# IWork
iWork — бесплатный набор приложений, созданных Apple Inc, содержащий текстовый редактор, табличный процессор, а также программу для создания презентаций.
Хотя iWork объявлен Apple как «преемник AppleWorks», он не копирует функциональные возможности базы данных и инструментов для рисования последнего.
Основным конкурентом iWork является пакет Microsoft Office for Mac. iWork бесплатен, но не содержит эквивалентов ряда программ, входящих в некоторые версии Microsoft Office.
iWork интегрируется с приложениями, входящими в пакет iLife. iLife и iWork установлены бесплатно в каждый новый Mac.

## Хронология версий
- 2005, 11 января — iWork ’05. Формирование пакета, обновление Keynote до версии 2.0 (ранее программа существовала как независимое приложение), представлен Pages.
- 2006, 10 января — iWork ’06. Обновление Pages до версии 2.0, Keynote до версии 3.0. Основные изменения — поддержка 3D-объектов (графики и т. д.), добавление теней.
- 2007, 7 августа — iWork ’08. Обновление Pages (3.0) и Keynote (4.0), представлен Numbers.
- 2009, 6 января — iWork ’09. Обновление Pages 4.0.1 (746), Keynote 5.0.1 (769), Numbers 2.0.1 (316). Основные изменения в интерфейсе и новых шаблонах. В Pages добавлены полноэкранный режим просмотра и редактирования, динамические списки; в Numbers добавлены новые аналитические формулы, новые 3D-графики; в Keynote новые виды анимации и переходов. Представлена возможность управления презентациями с iPod Touch и iPhone. Требования свободного дискового пространства по сравнению с iWork’08 уменьшены с 690MB до 140 MB.  Также в бета-режиме запущен новый сервис iWork.com, подобный Google Docs, позволяющий публиковать созданные документы на одноимённом сервере для общего доступа, комментирования и редактирования.
- 2009, 28 сентября — выход для iWork ’09 третьего обновления (9.0.3).[1] :: «Keynote '09», 5.0.3 (791); «Pages '09», 4.0.3 (766); «Numbers '09»: 2.0.3 (332).
- 2011, 20 июля — выход для iWork ’09 с поддержкой OS X Lion. В пакет включены обновления до версии Pages 4.1, Numbers 2.1 и Keynote 5.1.1. Данное обновление добавляет поддержку функций полного экрана, возобновления, автосохранения, версий документа[2].
- 2013, 22 октября — пакет iWork становится бесплатным для новых устройств, анонсированы «облачные» версии Pages, Keynote и Numbers для iCloud.
- В апреле 2017 г. становится бесплатным для всех устройств[3].

## Keynote
Текущая версия: 13.0
Создание и просмотр презентаций. Содержит широкий набор эффектов и переходов, ускоряет и упрощает создание эффектных презентаций при помощи шаблонов. Приложение интегрировано с iLife и позволяет вставлять мультимедиа не только из файлов, но и из библиотек iTunes, iPhoto и iMovie. Имеет функции полного экрана, возобновления, автосохранения, версий документа, экрана докладчика, облачной синхронизации. Также имеется версия для iOS. Экспорт в следующие форматы файлов:
- Презентация Keynote (.keynote)
- Презентация Microsoft PowerPoint (.ppt)
- Видео QuickTime (.mov), возможно создание интерактивного видео
- Анимация Adobe Flash (.swf)
- Документы PDF (.pdf)
- Изображения (.jpg, .png, .tiff)
- Отправка на YouTube

## Pages
Текущая версия: 13.0

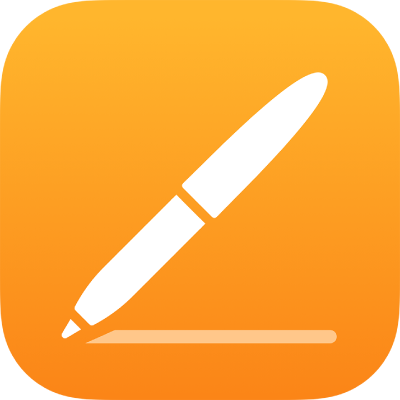
Pages

Текстовый процессор. Позволяет вставлять мультимедиа из интегрированного обозревателя iLife (музыка, фото, видео). Имеет функции полного экрана, возобновления, автосохранения, хранения версий документа, облачной синхронизации. Имеется версия программы для iOS.
Поддерживается экспорт в следующие форматы:
- Документы Pages (.pages)
- Документы Microsoft Word (.docx, .doc)
- Файлы PDF (.pdf)
- Форматированный текст (.rtf)
- Простой текст (.txt)
- Открытый стандарт электронных книг (.epub)[6]

## Numbers
Текущая версия: 13.0

Numbers

Табличный редактор (существует с версии iWork’08). Частично совместим с Microsoft Excel (поддерживаются наиболее используемые функции). Отличается тем, что это приложение создано не только для табличных расчетов, но сделан упор на красивое и корректное графическое представление (оформление таблиц, трехмерные графики). Имеет функции полного экрана, возобновления, автосохранения, версий документа, облачной синхронизации. Имеется альтернативная версия для iOS.Доступные форматы:
- Документы Numbers (.numbers)
- PDF-файлы (.pdf)
- Microsoft Excel-файлы (.xls)
- Файлы с данными, разделенными запятыми (.csv) — сохранение табличных данных в виде структурированного текста

## Сравнение с Microsoft Office
iWork частично поддерживает документы Word, Powerpoint и Excel. В iWork больше встроенных наборов шаблонов и анимаций, но нет аналога ряда функций MS Office.